# Sendawar (Semidang Alas Maras)
Sendawar is een bestuurslaag in het regentschap Seluma van de provincie Bengkulu, Indonesië. Sendawar telt 1091 inwoners (volkstelling 2010).